# Zeku (köpinghuvudort i Kina, Shandong Sheng, lat 36,94, long 122,05)
Zeku (kinesiska: 泽库, 泽库镇) är en köpinghuvudort i Kina. Den ligger i provinsen Shandong, i den östra delen av landet, omkring 450 kilometer öster om provinshuvudstaden Jinan. Antalet invånare är 24 540. Befolkningen består av 12 187 kvinnor och 12 353 män. Barn under 15 år utgör 8,0 %, vuxna 15-64 år 73 %, och äldre över 65 år 17,0 %.
Närmaste större samhälle är Songcun, 15,4 km norr om Zeku. 
Genomsnittlig årsnederbörd är 718 millimeter. Den regnigaste månaden är augusti, med i genomsnitt 164 mm nederbörd, och den torraste är februari, med 16 mm nederbörd.